# Boeing
The Boeing Company («Бо́инг») — американская корпорация, один из крупнейших в мире производителей авиационной, космической и военной техники. С середины 2022 года штаб-квартира находится в Арлингтоне (штат Виргиния).
Место дислокации основных производственных мощностей и одновременно с этим место рождения корпорации — Сиэтл (штат Вашингтон). Boeing на протяжении многих десятилетий является крупнейшей авиакосмической фирмой в США, крупнейшим экспортёром страны, крупнейшим работодателем Сиэтлского промышленного района и Северо-запада США в целом по числу трудоустроенных (совокупная зарплата работников Boeing составляет 1⁄4 от фонда оплаты труда всей промышленной рабочей силы штата), входит в двенадцать крупнейших промышленных корпораций страны и «большую тройку» ведущих подрядчиков ВПК США (вместе с Lockheed Martin и Raytheon) по ежегодному объёму заказов. Около половины доходов от продаж продукции и предоставляемых услуг составляет федеральный клиентский сектор обслуживания военных заказов (без учёта иностранных заказчиков американского вооружения и военной техники). Деятельность компании в сегменте ВПК варьируется от выпуска вооружения и военной техники до ядерных испытаний.
В состав корпорации входят два основных производственных подразделения: Boeing Commercial Airplanes (гражданская продукция) и Boeing Defense, Space & Security (продукция военного назначения и космическая техника). Кроме того, в состав корпорации входят Boeing Capital Corporation (вопросы финансирования проектов), Shared Services Group (инфраструктурная поддержка) и Boeing Engineering, Operations & Technology (разработка, приобретение и внедрение инновационных технологий и процессов).
Помимо указанных выше, производственные мощности компании рассредоточены по стране: в штате Калифорния, а также в городах Эверетт (штат Вашингтон), Сент-Луис (штат Миссури) и других регионах.
В числе крупнейших компаний США по размеру выручки в 2022 году (список Fortune 500) The Boeing Company заняла 60-е место. В списке крупнейших публичных компаний мира Forbes Global 2000 за 2022 год The Boeing Company заняла 431-е место. По объёму продаж продукции военного назначения (на которую приходится 56 % выручки) компания в 2021 году занимала третье место в мире.

## История

### До 1930-х годов
Основатель компании Уильям Боинг учился в Йельском университете, а затем некоторое время работал в лесной промышленности, где разбогател и получил знания о конструкциях из древесины, которые оказались бесценными для последующей разработки и производства аэропланов. 15 июня 1916 года состоялся первый полёт одного из двух гидросамолётов B&W, построенных Уильямом Боингом с помощью военно-морского инженера Джорджа Уэстервельта, а 15 июля в Сиэтле Боингом была основана компания The Pacific Aero Products Company. 9 мая 1917 года компания была переименована в Boeing Airplane Company. В 1920-х годах Боинг основал ещё одну компанию, Boeing Air Transport, которая занялась доставкой почты, в частности обслуживала линии Чикаго — Сан-Франциско и Сиэтл — Британская Колумбия; позже она поглотила ряд других почтовых компаний. В 1929 году был создан крупный авиационный конгломерат United Aircraft and Transport, в который вошли компании Boeing Airplane Company, Boeing Air Transport, Chance Vought, Hamilton Standard, Pratt & Whitney, Sikorsky Aircraft и несколько других компаний. Инициатором создания был Фред Рентшлер (Fred Rentschler). Корпорация быстро стала крупным монополистом в авиационной отрасли, контролируя производство самолётов и комплектующих к ним, а также несколько авиакомпаний, кроме того, получила крупный заказ на самолёты для почты США. В 1934 году решением сената страны компания была разделена на три части — Boeing Airplane Company, United Aircraft и United Airlines. Boeing возглавил Филип Джонсон, поскольку Уильям Боинг к этому времени уже успел себя скомпрометировать финансовыми махинациями.

### 1930-е и 1940-е годы
Среди важных инноваций компании в 1930-х годах были цельнометаллические самолёты, улучшенная аэродинамика фюзеляжа, убирающиеся шасси, усовершенствованные системы электроснабжения и радиосвязи; эти технологии были применены, в частности, в пассажирском самолёте Boeing 247. В 1940 году началась эксплуатация грузового самолёта Boeing 307 Stratoliner первого в мире с наддувом кабины.
Во время Второй мировой войны Boeing построил огромное число бомбардировщиков. Многие из работавших в то время рабочих были женщины, чьи мужья ушли на войну. В начале марта 1944 года производство было расширено, производилось по 16 самолётов B-17 Flying Fortress в сутки, число рабочих выросло с 2 тысяч в 1938 году до 45 тысяч в 1945 году. В эти военные годы основные авиационные компании США объединили усилия. Разработанный фирмой Boeing бомбардировщик B-17 Flying Fortress также собирался на заводах Lockheed Aircraft Corp. и Douglas Aircraft Co., а B-29 также собирали на заводах компаний Bell Aircraft Co. и Glenn L. Martin Company. Бомбардировщики B-29 Enola Gay и Bockscar в августе 1945 года совершили ядерные бомбардировки Хиросимы и Нагасаки.

### 1950-е и 1960-е годы
В 1950-х годах компанией Boeing были разработаны такие бомбардировщики, как первый реактивный Boeing B-47 Stratojet и Boeing B-52 Stratofortress, один из символов холодной войны. Однако на поприще гражданских самолётов компания отстала от конкурентов и решила наверстать упущенное первым в мире реактивным пассажирским лайнером. 15 июля 1954 года совершил первый полёт опытный самолёт Boeing 367-80, впоследствии давший путь большой серии коммерчески успешных лайнеров Boeing «семисотой» серии, в 1957 году началось серийное производство Boeing 707, а в 1963 году — Boeing 727. В 1960 году была куплена Vertol Aircraft Corporation, производитель военных вертолётов; на её основе было создано подразделение вертолётов, его популярные модели включали Chinook, Sea Knight и Comanche. В 1961 году компания сменила название на The Boeing Company.
В 1964—1967 годах была разработана серия Boeing 737 — самых массовых реактивных пассажирских самолётов за всю историю пассажирского авиастроения (на середину 2013 года поставлено более 7600 машин и около 3000 заказов не закрыто).
А в 1966—1969 годах был разработан первый в мире дальнемагистральный двухпалубный широкофюзеляжный пассажирский самолёт Boeing 747. На момент своего создания он был самым большим, тяжёлым и вместительным пассажирским авиалайнером, оставаясь таковым в течение 37 лет, до появления A380, первый полёт которого состоялся в 2005 году. Под выпуск лайнера был построен новый завод в Эверетте (штат Вашингтон) с крупнейшим в мире сборочным цехом. Однако разработка Boeing 747 обошлась так дорого, что почти довела компанию до банкротства, кроме того, в это же время велась разработка сверхзвукового транспортного самолёта Boeing 2707, которая так и не была реализована; в 1969 года компания вынуждена была сократить число рабочих со 105 до 39 тысяч, уровень безработицы в Сиэтле достиг 14 %.

### 1970-е и 1980-е годы
В 1978—1981 годах была разработана серия самолётов Boeing 767 — экономичный двухмоторный реактивный авиалайнер, предназначенный для обслуживания линий средней и большой протяжённости, занимает промежуточное положение между более маленьким 757 и большими широкофюзеляжными 747.
А 19 февраля 1982 года совершил первый полёт Boeing 757 (выпускавшийся с 1982 по 2004 годы) создан в качестве замены стареющему Boeing 727.

### 1990-е и 2000-е годы
В 1990—1994 годах была разработана серия Boeing 777 — семейство широкофюзеляжных пассажирских самолётов для авиалиний большой протяжённости. На Boeing 777 установлен абсолютный рекорд дальности для пассажирских самолётов: 21 601 км. В 1993 году Boeing была избрана основным подрядчиком для создания Международной космической станции. В начале 1990-х годов компания возглавила консорциум по разработке программы «морской старт», в который также вошли предприятия из России, Украины и Норвегии; первый старт состоялся в октябре 1999 года.
Однако 1990-е годы компания начала с глубокого кризиса, вызванного как спадом в гражданской авиации, так и сокращением военных заказов после окончания «Холодной войны»; к 1995 году было сокращено более 70 тысяч сотрудников (почти половина по сравнению с концом 1980-х годов). Другие компании отрасли испытывали сходные затруднения, поэтому начался процесс укрупнения для сокращения издержек. В 1996 году были куплены оборонное и аэрокосмическое подразделения корпорации Rockwell International. В 1997 году Boeing поглотил другого аэрокосмического гиганта — концерн McDonnell Douglas, увеличив свою долю на мировом рынке коммерческих авиалайнеров до 60 %. На конец 1990-х годов Boeing состояла из 4 подразделений: Boeing Commercial Airplane Company (самолёты для гражданской авиации), Boeing Vertol Company (военные вертолёты), Boeing Aerospace (космические аппараты и ракетное оружие), Boeing Military Airplane Company (военные самолёты).
В 2000 году Боинг расширил своё присутствие в аэрокосмической области путём приобретения Hughes Electronics, Hughes Space и Communications Company. В 2001 году штаб-квартира компании была перенесена из Сиэтла в Чикаго.
С 2004 по 2009 годы была создана серия экономичных широкофюзеляжных двухдвигательных реактивных пассажирских самолётов Boeing 787 Dreamliner. Этот самолёт должен заменить устаревающую серию Boeing 767. Этот проект унаследовал многие идеи и технологии (например, крылья и фюзеляж из углепластика) своего предшественника Boeing Sonic Cruiser, разрабатывавшегося с конца 1990-х годов и замороженного на неопределённое время. Из-за технических проблем поставки лайнера начались только в 2011 году.

### 2010-е и 2020-е годы
28 марта 2018 года операционные системы авиастроительной корпорации Boeing подверглись кибератакам с применением вируса WannaCry. Компанией были оперативно проведены восстановительные мероприятия программного обеспечения, и вирус не повлиял на производственную деятельность Boeing.
10 марта 2019 года Boeing 737 MAX 8 потерпел крушение в Эфиопии. После этого авиационные власти различных стран ввели запрет на использование самолётов такого типа. В частности, запрет инициирован в воздушном пространстве России, Великобритании, Германии, Франции и Австрии.
13 марта 2019 года компания Boeing в закрытом режиме представила самый большой в мире двухдвигательный пассажирский авиалайнер Boeing 777X.
В мае 2019 года Boeing вошла в список компаний, отобранных НАСА для разработки и производства прототипов космических аппаратов для высадки на Луну в рамках новой американской лунной программы «Артемида».
В мае 2022 года компания объявила о переносе штаб-квартиры из Чикаго в Арлингтон (штат Виргиния), пригород Вашингтона, где расположено здание Пентагона.
В октябре 2024 года закрыта сделка по продаже французскому концерну Thales компании Digital Receiver Technology (DRT), занимающейся разработкой устройств для военного наблюдения. Продукция DRT используется разведывательными службами США, Министерством обороны США и Министерством внутренней безопасности США для сбора разведывательных данных и предупреждений об угрозах.

## Собственники и руководство
Акции компании «Боинг» котируются на Нью-Йоркской фондовой бирже. Рыночная капитализация на конец 2022 года — 112 млрд долларов. Крупнейшим акционером является пенсионный фонд сотрудников компании (The Boeing Company Employee Savings Plans Master Trust, 8,5 %). Институциональным инвесторам принадлежит около 57 % акций, крупнейшими из них по состоянию на декабрь 2022 года были: The Vanguard Group (7,6 %), Newport Trust (7,5 %), BlackRock (5,4 %), State Street Corporation (4,4 %), FMR LLC (3,2 %), Wellington Management Group (5,4 %), Capital Group Companies (3,8 %), Bank of America (3,6 %).
Стивен Молленкопф (Steven M. Mollenkopf, род. 1968) — председатель совета директоров с 2024 года, член совета с 2020 года. С 2014 по 2021 год был генеральным директором Qualcomm.
Келли Ортберг (Kelly Ortberg, род. 1960) — президент и главный исполнительный директор с 8 августа 2024 года. Ранее возглавлял Collins Aerospace.

## Деятельность
Компания выпускает широкий спектр гражданской и военной авиационной техники, являясь наряду с Airbus крупнейшим производителем самолётов в мире. Помимо этого, Boeing выпускает широкий спектр авиационно-космической техники военного назначения (в том числе вертолёты), ведёт широкомасштабные космические программы (например космический корабль CST-100).
Из 62,3 млрд долларов выручки в 2024 году на США пришлось 54 %, на Европу — 13 %, Азию — 18 %, Ближний Восток — 7 %, Латинскую Америку — 2 %, Австралию и Океанию — 2 %, Канаду — 2 %, Африку — 2 %.
Основные подразделения по состоянию на 2024 год:
- коммерческая авиация (Boeing Commercial Airplanes) — разработка, производство и ремонт гражданских самолётов моделей 737, 737 MAX, 747, 767, 777, 777X и 787; 34 % выручки;
- оборона, космос и безопасность (Defense, Space & Security) — разработка, производство и ремонт военных самолётов и вертолётов, производство ракет, спутников, коммуникационного оборудования и вычислительной техники; основная продукция включает самолёты F/A-18E/F Super Hornet, F-15, P-8, KC-46A и T-7A Red Hawk, вертолёты CH-47 Chinook и AH-64 Apache, конвертоплан V-22 Osprey, беспилотники MQ-25, QF-16 и ScanEagle; 36 % выручки;
- глобальные услуги (Global Services) — обслуживание и ремонт военных и гражданских самолётов; 30 % выручки;
- финансовые услуги (Boeing Capital) — авиационный лизинг.

Основные производственные мощности находятся в США, также имеются в Австралии, Канаде и других странах.
В 2001 году была образована дочерняя компания Boeing International. Она контролирует работу компании в 70 странах мира, кроме рынка США, где отвечает за разработку и выполнение глобальной стратегии развития компании. Определяет и оценивает конкурентные преимущества и возможности в стране пребывания по разработке интеллектуальных ресурсов и технологий, развитию партнёрских отношений и бизнеса.
Корпорация Boeing имеет частную службу пожаротушения (Boeing Fire Department). В настоящее время в ней 21 пожарная часть, 300 профессиональных пожарных, 13 работников, не являющихся пожарными.

### Конкуренция с Airbus
Boeing и Airbus являются крупнейшими производителями гражданских самолётов в мире и глобальными конкурентами друг друга.
- Boeing 737 и A320. Самолёты средней вместимости для авиалиний средней протяжённости, каждый тип имеет множество модификаций. В последние годы A320 продаются в бо́льших объёмах, нежели продукция Boeing[28][29].Boeing 737-800

|       | 2009 | 2008 | 2007 | 2006 | 2005 | 2004 | 2003 | 2002 | 2001 | 2000 |
| ----- | ---- | ---- | ---- | ---- | ---- | ---- | ---- | ---- | ---- | ---- |
| A320  | 402  | 386  | 367  | 339  | 289  | 233  | 232  | 236  | 257  | 241  |
| B-737 | 372  | 290  | 330  | 302  | 212  | 202  | 173  | 223  | 299  | 281  |

|       | 1999 | 1998 | 1997 | 1996 | 1995 | 1994 | 1993 | 1992 | 1991 | 1990 | 1989 | 1988 |
| ----- | ---- | ---- | ---- | ---- | ---- | ---- | ---- | ---- | ---- | ---- | ---- | ---- |
| A320  | 222  | 168  | 127  | 72   | 56   | 64   | 71   | 111  | 119  | 58   | 58   | 16   |
| B-737 | 320  | 281  | 135  | 76   | 89   | 121  | 152  | 218  | 215  | 174  | 146  | 165  |

- Airbus A350 — конкурент B787Boeing 747 и A380. Самолёты большой вместимости для авиалиний средней и большой протяжённости. Азиатские авиакомпании, традиционные пользователи 747-х, являются основными заказчиками А380. В настоящее время Boeing 747 производятся в количестве не более 10 штук в год, новых заказов на пассажирские машины очень мало (из 99 заказанных с начала 2006 года Boeing 747 только 27 — пассажирские). В то же время портфель заказов A380 с начала 2006 года увеличился на 60 пассажирских лайнеров[28][29].
- Boeing 767 и A330. Самолёт Airbus оказался коммерчески более успешным в последние годы[28][29].

|       | 2009 | 2008 | 2007 | 2006 | 2005 | 2004 | 2003 | 2002 | 2001 | 2000 | 1999 | 1998 | 1997 | 1996 | 1995 | 1994 |
| ----- | ---- | ---- | ---- | ---- | ---- | ---- | ---- | ---- | ---- | ---- | ---- | ---- | ---- | ---- | ---- | ---- |
| A330  | 78   | 72   | 68   | 62   | 56   | 47   | 31   | 42   | 35   | 43   | 44   | 23   | 14   | 10   | 30   | 9    |
| B-767 | 13   | 9    | 12   | 12   | 10   | 9    | 24   | 35   | 40   | 44   | 44   | 47   | 42   | 43   | 37   | 41   |

- Boeing 777 и A340. Оба самолёта появились одновременно, но за счёт большей топливной эффективности Boeing 777 и ряда других факторов, американская компания продала вдвое больше машин, чем их европейские конкуренты[28][29].

|       | 2009 | 2008 | 2007 | 2006 | 2005 | 2004 | 2003 | 2002 | 2001 | 2000 | 1999 | 1998 | 1997 | 1996 | 1995 | 1994 | 1993 |
| ----- | ---- | ---- | ---- | ---- | ---- | ---- | ---- | ---- | ---- | ---- | ---- | ---- | ---- | ---- | ---- | ---- | ---- |
| B-777 | 88   | 61   | 75   | 65   | 40   | 36   | 39   | 47   | 61   | 55   | 83   | 74   | 59   | 32   | 13   | 0    | 0    |
| A340  | 8    | 13   | 11   | 24   | 24   | 28   | 33   | 16   | 22   | 19   | 20   | 24   | 33   | 28   | 19   | 25   | 22   |

Поскольку Airbus официально объявила о прекращении производства A340, предполагается, что с Boeing 777 будет конкурировать A350.
- Также обе компании выводят на рынок новые типы самолётов — A350 и Boeing 787 (Boeing поставил первый самолёт заказчику в 2011 году; первый полёт A350 состоялся 14 июня 2013 года).

### Показатели деятельности и проблемы компании, связанные с кризисом из-за модели 737 МАХ
В 2007 году Boeing поставил заказчикам 441 гражданский самолёт, из них 330 Boeing 737. В 2008 компания поставила 375 самолётов: 290 Boeing 737 (включая 6 Boeing Business Jet), 14 747-х, 10 767-х и 61 777-х. Темпы поставок пришлось скорректировать с учётом последствий забастовки, которая привела к приостановке производства на заводах Boeing на несколько недель. В 2010 году компания поставила 462 гражданских самолёта, выполнив свой годовой план: 460 самолётов. Было получено 530 твёрдых заказов. Портфель заказов на гражданские самолёты Boeing увеличился до 3443 самолётов.
Число занятых на конец 2008 года — более 162 тыс. человек. Выручка компании в 2008 году составила 60,9 млрд долл. (в 2007 году — 66,4 млрд), чистая прибыль — 2,7 млрд долл. (4,1 млрд).
В январе 2020 года Boeing опубликовал финансовую отчётность за 2019 год, согласно которой чистый убыток корпорации в 2019 году составил $636 млн против чистой прибыли в размере $10,46 млрд, зафиксированной в 2018 году. Годовая выручка компании в 2019 году составила $76,559 млрд, сократившись на 24 % по сравнению со 101,127 млрд долларов годом ранее. Операционные убытки достигли 1,975 млрд долларов в 2019 году, при этом портфель невыполненных заказов (включая более 5,4 тыс. пассажирских самолётов), составляет $463 млрд.
В январе 2020 года Boeing (впервые с 1962 года) не получил ни одного нового заказа на поставку самолётов. В то время как его главный конкурент, Airbus, получил 274 новых заказа. В связи с кризисом из-за ситуации с самолётом модели 737 МАХ, по итогам 2019 года поставки коммерческих самолётов Boeing Co. сократились в два раза по сравнению с аналогичным периодом 2018 года. В частности, в 2019 году снизились поставки модели Boeing 737, до 127 с 580, а по итогам четвёртого квартала поставки этой модели снизились до девяти со 173 годом ранее.
В конце апреля 2020 года агентство Reuters сообщило, что Boeing рассчитывает привлечь не менее $10 млрд за счёт эмиссии долговых обязательств. Таким образом компания попытается поправить финансовое положение, усугубившееся из-за спада пассажирских перевозок вследствие эпидемии коронавируса.
14 июля 2020 года президент Boeing в России и СНГ Сергей Кравченко сообщил, что компания вынуждена сократить объём производства самолётов в два раза. До авиакатастроф с участием Boeing 737 MAX и до кризиса, вызванного пандемией, компания делала 57 самолётов в месяц, в дальнейшем планируется выйти на объём производства 30 самолётов в месяц.
В конце сентября корпорация Boeing приняла решение для сокращения расходов в условиях финансовых трудностей уволить часть руководящих сотрудников (порядка 170 человек) и распродать некоторые объекты недвижимости.
|                     | 2001…  | 2006…  | 2011  | 2012  | 2013  | 2014  | 2015  | 2016  | 2017  | 2018   | 2019   | 2020   | 2021   | 2022   | 2023   | 2024   |
| ------------------- | ------ | ------ | ----- | ----- | ----- | ----- | ----- | ----- | ----- | ------ | ------ | ------ | ------ | ------ | ------ | ------ |
| Оборот              | 58,20… | 61,53… | 68,74 | 81,70 | 86,62 | 90,76 | 96,11 | 94,57 | 94,01 | 101,13 | 84,82  | 58,66  | 62,29  | 66,61  | 77,79  | 66,52  |
| Чистая прибыль      | 2,827… | 2,215… | 4,018 | 3,900 | 4,585 | 5,446 | 5,176 | 4,895 | 8,458 | 10,46  | -0,636 | -11,87 | -4,202 | -4,935 | -2,222 | -11,82 |
| Активы              | 48,98… | 51,79… | 79,99 | 84,53 | 90,01 | 92,92 | 94,41 | 90,00 | 112,4 | 117,4  | 133,6  | 152,1  | 138,6  | 137,1  | 137,0  | 156,4  |
| Собственный капитал | 10,83… | 4,739… | 3,515 | 5,867 | 14,88 | 8,665 | 6,335 | 0,817 | 1,713 | 0,410  | -8,617 | -18,32 | -15,00 | -15,88 | -17,23 | -3,908 |

#### Гибель Джона Барнетта
Бывший сотрудник Boeing Джон Барнетт (John Barnett) работал менеджером по контролю качества на заводе Boeing в Южной Каролине, который производит Boeing 787 Dreamliner.
После выхода на пенсию выступил с заявлением о проблемах Boeing с качеством. В 2019 году в статье в New York Times вновь описал проблемы с качеством на своём бывшем предприятии.
В 2024 году Барнетт подал иск против Boeing по закону AIR 21 (закон, защищающий информаторов о безопасности полетов авиакомпаний).
В марте 2024 года был найден со смертельным огнестрельным ранением на парковке отеля.

#### Гибель Джошуа Дин
Джошуа Дин, бывший аудитор качества компании Spirit AeroSystems, поставщика Boeing, скончался от внезапной и тяжелой инфекции 1 мая 2024 года. Это уже второй случай смерти связанного с Boeing человека за последние два месяца. Дин выдвигал обвинения о нарушениях производственного процесса и предполагаемых неправомерных действиях руководства производителя самолётов. Он получил положительный результат на грипп В и MRSA, что привело к развитию пневмонии, 2 недели он находился в критическом состоянии. Врачи рассматривали возможность ампутации рук и ног из-за недостатка кислорода. Дин работал в Spirit с 2019 года и выражал обеспокоенность неправильно просверленными отверстиями в переборках на некоторых самолётах 737 Max; он был уволен в апреле 2023 года. После его смерти у Spirit AeroSystems возникли финансовые проблемы и неопределенность в будущем.

## Boeing в СССР
В 1978 году велись переговоры о поставке в СССР самолётов Boeing 747. «Аэрофлот» планировал эксплуатировать самолёты сначала на линии Нью-Йорк — Москва, а затем и на других межконтинентальных маршрутах. Однако после того как в декабре 1979 года СССР ввёл войска в Афганистан, советско-американские отношения резко ухудшились. Кроме того, в то время уже велась разработка отечественных широкофюзеляжных самолётов Ил-86. В результате проект не получил развития. Сохранился только один рисунок из подготовленного Boeing рекламного буклета.

## Boeing в России
С 1993 по 2022 годы в Москве действовали Научно-технический центр (НТЦ), а также Конструкторский центр компании Boeing, ведущие научные и инженерные разработки для нужд компании. Специально для испытаний компонентов самолётов Boeing в Центральном аэрогидродинамическом институте им. проф. Н. Е. Жуковского (ЦАГИ) в городе Жуковский был построен уникальный испытательный стенд.
В том же 1993 году самолёты Boeing впервые появились в парке российского перевозчика; первопроходцем стала авиакомпания «Трансаэро». Через год эксплуатацию лайнеров Boeing 767 начал «Аэрофлот».
С 1997 года Верхнесалдинское металлургическое производственное объединение ВСМПО «Ависма» поставляет 25 % титана, используемого Boeing для производства гражданских самолётов.
C июля 2009 года в городе Верхняя Салда Свердловской области действует совместное предприятие ВСМПО-АВИСМА и Boeing — Ural Boeing Manufacturing. Предприятие занимается механической обработкой титановых штамповок для самолётов Boeing 787 Dreamliner, Boeing 737 и Boeing 777. В сентябре 2018 года на территории СЭЗ «Титановая долина» запущен второй завод Боинга для механической обработки титановых изделий.
Компания принимала участие в начальных этапах программы разработки регионального самолёта Sukhoi Superjet 100.
7 марта 2022 года, на фоне вторжения России на Украину, Boeing приостановил контракт с «ВСМПО-Ависма» на закупку титана. Boeing получал из России треть необходимого для производства самолётов титана. Кроме того, компания закрыла свои центры в Москве и прекратила отправку запчастей для самолётов российским авиакомпаниям.

## Продукция

### Авиатехника
| Гражданская - Boeing 707 - Boeing 717 - Boeing 727 - Boeing 737 - Boeing 747 - Boeing 757 - Boeing 767 - Boeing 777 - Boeing 787 Dreamliner - серия Boeing Business Jet | Военная - Бомбардировщики: Boeing B-52 Stratofortress - Вертолёты: Boeing CH-47 Chinook - Палубные: Boeing EA-18 Growler - Транспортные самолёты: Boeing C-17 Globemaster III - Самолёты авиационной системы ПРО: Boeing YAL-1 - Беспилотные летательные аппараты: - Разведывательно-ударные БПЛА - БПЛА разведки, наблюдения и целеуказания |

### Военная продукция
Военная продукция компании, помимо военных летательных аппаратов собственной разработки и производства, а также авиадвигателей и бортового радиоэлектронного оборудования к ним и к летательным аппаратам других производителей, включает в себя широкий спектр единиц вооружения и военной техники, от сухопутных боевых машин (а также двигателей для гусеничной бронетехники других производителей), военной робототехники до программно-аппаратных комплексов, боевых информационно-управляющих систем, автоматизированных систем управления войсками и ВВТ, разведывательных спутников, навигационных спутников, спутниковых систем связи, разведки и целеуказания, а также высокоточных боеприпасов — авиабомб и управляемых ракет. К ракетам других производителей компания изготавливает контрольно-проверочную аппаратуру и системы наземного/подземного управления. Кроме перечисленных направлений военного производства, компания традиционно участвует во множестве комплексных долгосрочных и краткосрочных программ перевооружения и переоснащения (типа Стратегической оборонной инициативы, SBX-GMD и другие) вооружённых сил в целом и их отдельных компонентов.

#### Ракетные вооружения
Ракетное оружие:
- AGM-69 SRAM
- AGM-86

### Аэрокосмическая техника
- S-IC — первая ступень ракеты-носителя Сатурн V.
- Inertial Upper Stage — разгонный блок.
- Boeing X-37 — экспериментальный орбитальный самолёт.
- Boeing 601, Boeing 702 — космические платформы, используемые для создания средних и тяжёлых геостационарных телекоммуникационных спутников связи.
- Юнити — американский компонент Международной космической станции представляет собой герметичный соединительный модуль, с шестью стыковочными узлами.
- Де́стини — американский научный модуль Международной космической станции.
- CST-100 — многоразовый пилотируемый космический корабль.

### Корабли и суда
Кораблестроительное подразделение компании (Boeing Marine Systems) с верфями в Рентоне (Вашингтон) и производством в Анахайме (Калифорния) с 1960-х годов занимается постройкой малотоннажных кораблей и судов, а также других плавсредств военного назначения для ВМС, КМП и БОХР США.
- Суда на подводных крыльях
- КПК с водомётным движителем
- Десантно-высадочные средства

### Двигатели
Производством двигателей к авиационной и сухопутной технике занимается соответствующее подразделение (Turbine Division) в Сиэтле.

## Изобретения и новые технологии
Компания Boeing представила новый, «самый лёгкий в мире» материал, состоящий на 99,9 % из воздуха. Для демонстрации феноменальной лёгкости нового материала учёные поместили его на цветок одуванчика, который не деформировался под весом образца. По словам экспертов, на создание этого материала их вдохновили кости человека, являющиеся очень прочными, несмотря на пустоту внутри. Жёсткая внешняя структура кости поддерживается внутренней открытой ячеистой структурой, позволяющей кости сохранять свою форму, оставаясь пустой изнутри. Это свойство костей было передано искусственному материалу, который участвовал в построении 3D «микро-решётки», сформированной из пористых металлических трубок. Стенка каждой трубки в 1000 раз тоньше человеческого волоса, что позволяет материалу сохранить лёгкость вместе с прочностью металла.